# Kali Linux
Kali Linux是基于Debian的Linux发行版，设计用于數位鑑識和渗透测试。由Offensive Security公司维护和资助。
Kali Linux内置了大约600个渗透测试程序（工具），包括Armitage（图形化网络攻击管理工具）、Nmap（端口扫描工具）、Wireshark（数据包分析器）、Metasploit（渗透测试框架）、John the Ripper（密码破解器）、sqlmap（自动SQL注入和数据库接管工具）、Aircrack-ng（用于渗透测试无线局域网的软件套件）、Burp suite以及OWASP ZAP网络应用安全扫描器等。
它由Offensive Security的馬蒂·阿哈羅尼（Mati Aharoni）和德文·凱恩斯（Devon Kearns）通过重写BackTrack开发的，BackTrack是他们之前基于Knoppix的信息安全测试Linux发行版。 这个名字的灵感来自印度教女神时母（音译为“迦梨”或“迦利”）。
Kali Linux基于Debian测试分支。Kali使用的大多数软件包都是从Debian存储库导入的。
当Kali Linux在电视剧《駭客軍團》的多集中出现时，它的知名度越来越高。电视剧中重点展示了Kali Linux提供的工具，包括Bluesniff、Bluetooth Scanner (btscanner)、John the Ripper、Metasploit Framework、Nmap、Shellshock以及Wget。
Kali Linux和BackTrack的标语是“the quieter you become, the more you are able to hear（你变得越安静，你听到的就越多）”，这个标语会在某些壁纸上显示。

## 历史版本[15]
第一个版本的版本号为1.0.0，被称为“moto”，在2013年三月正式发布。
在2019年十一月的2019.4版本中，默认的用户界面从原来的GNOME变为Xfce，但原来的GNOME仍然可以使用。
在2020年八月的2020.3版本中，默认的shell由Bash变为ZSH，但用户仍然可以选择使用Bash。

## 硬件需求

### 最低要求
使系统勉强运行的硬件要求：
- 安装 Kali Linux 需要至少 3.8 GB 的硬盘空间。[16]
- i386 和 AMD64 架构需要至少 512 MB 的内存。
- 可引导的 CD-DVD 光驱或U盘。

### 建議要求
使系统流畅运行的硬件要求：
- 10.0 GB 硬碟空間，最好是SSD。
- 至少有 2048 MB RAM。

## 所支持的架构[17]
Kali Linux 支持 32 位和 64 位的 x86 指令集设备以及一些基于 ARM 指令集的设备（例如 Android 设备）。
Kali Linux 目前还可以借助于 Windows Subsystem for Linux（WSL）在 Windows 10/11 上运行，Microsoft Store 提供了可直接使用的安装包 。

## 特性
Kali Linux 有一个致力於提升兼容性和移植到特定Android设备的專案, 叫做 Kali Linux NetHunter.
它是第一个针对 Nexus 设备的开源 Android 渗透测试平台，由 Kali 社区成员“binkybear”和Offensive Security 共同创建。它支持无线802.11框架注入，一键MANA Evil Access，HID keyboard (Teensy like attacks), 和Bad USB MITM攻击。
BackTrack（Kali 的前身）包含一种模式称为鑑識模式，已转移到了 Kali 的 live boot。这种模式非常受欢迎，原因有很多，部分原因是许多 Kali 用户已经有可開機 Kali USB 或 CD，并且该选项可以轻松将 Kali 应用于鑑識工作。当以鑑識模式启动时，系统不会触及内部硬盘或交换空间，并且禁用自动掛載。然而，开发人员建议用户在使用 Kali 进行现实鑑識之前应该广泛测试这些功能。

## 工具
Kali Linux 包含许多的安全工具，比如：
- Aircrack-ng
- Burp suite
- Cisco Global Exploiter, a hacking tool used to find and exploit vulnerabilities in Cisco Network systems
- Ettercap（英语：Ettercap (software)）
- chntpw
- John the Ripper
- Kismet（英语：Kismet (software)）
- Maltego（英语：Maltego）
- Metasploit framework
- Nmap
- OWASP ZAP（英语：OWASP ZAP）
- Social engineering tools.
- Wireshark
- Hydra
- Reverse Engineering tools
- Forensics tools like Binwalk, Foremost, Volatility e.t.c

## 外部連結
- 官方网站
- DistroWatch.com Kali （页面存档备份，存于）
- 安装Kali到U盘 （页面存档备份，存于）